# Amanite citrine

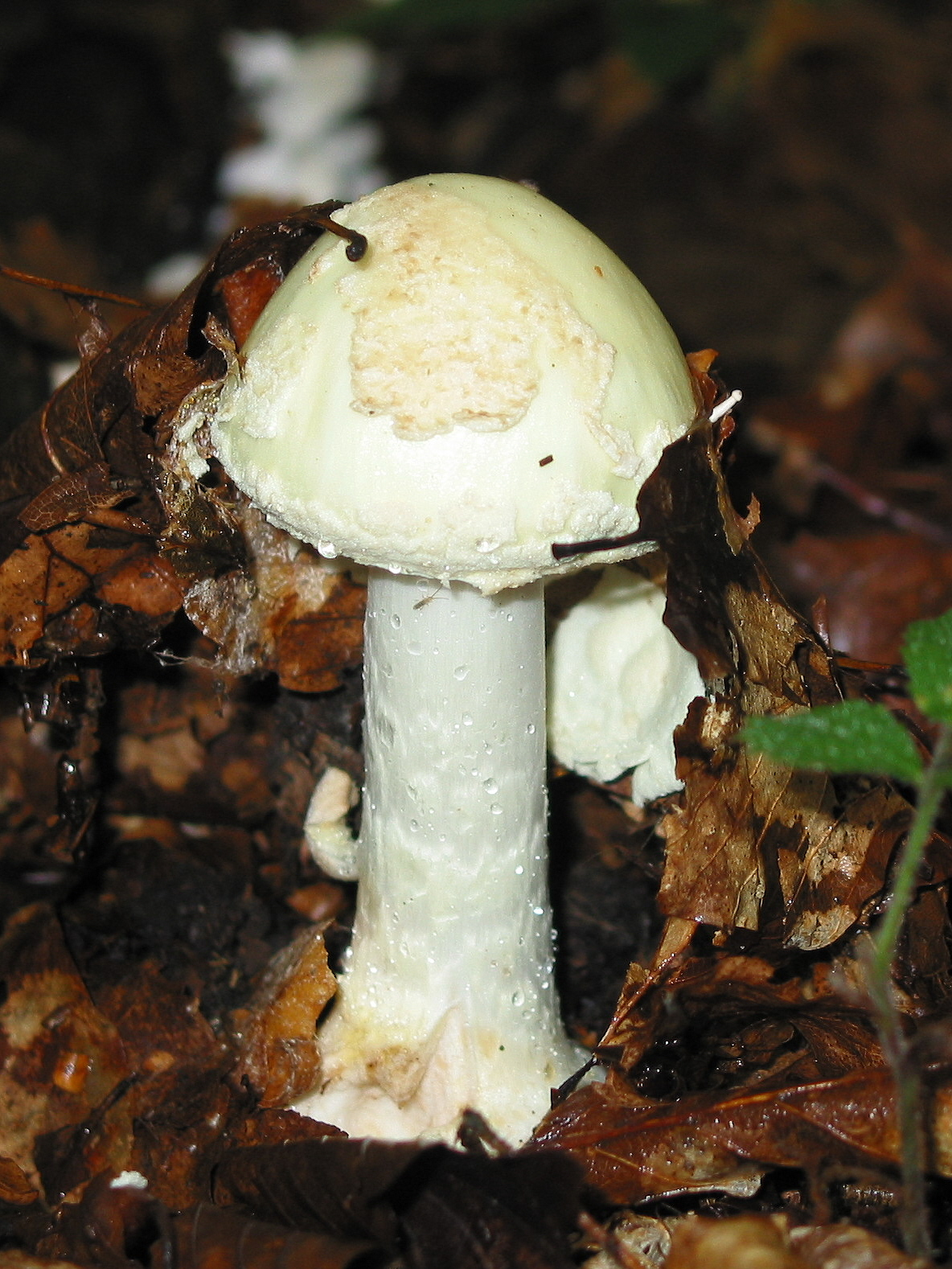
Amanita citrina
Espèce
Amanita citrina, syn. Amanita mappa,  l'Amanite citrine, est une espèce de champignons basidiomycètes du genre Amanita dans la famille des Amanitaceae.

## Morphologie
L'hyménophore (chapeau) de 4 à 8 cm de diamètre, convexe puis étalé, jaune citrin pâle, parfois quasi blanc comme chez sa  variété alba, et couvert de lambeaux de la volve blanchâtres, voire grisâtre, pouvant disparaître avec la pluie. La marge est pectinée.
Les lames et sa sporée sont blanches.
Le stipe (pied) est marginé, long de 6 à 12 cm, blanc citrin, fibrilleux, portant un anneau ample, strié au-dessus et permanent. La volve est  membraneuse, blanche, et formant un bulbe volumineux à la base du pied.
Sa chair est blanche, et elle présente une odeur caractéristique de pomme de terre crue.

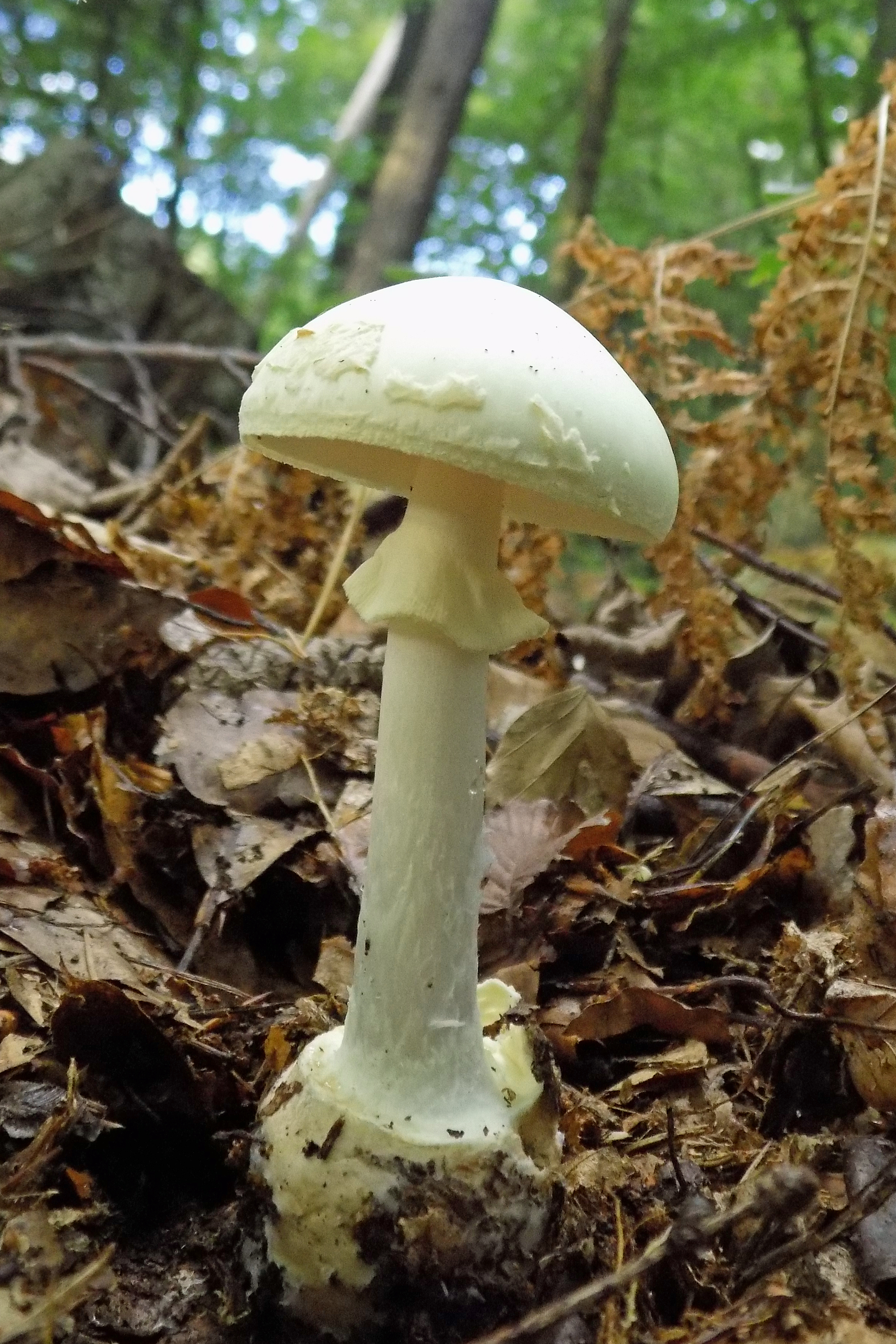
Amanita citrina (amanite citrine), forêt du Rondheidgen, Carling (Moselle)

## Habitat
L'amanite citrine pousse pendant tout l'automne dans les bois de feuillus ou de conifères, plutôt sur sols siliceux. C'est un champignon très commun.

## Comestibilité
L'amanite citrine est un comestible médiocre du fait de son odeur de rave ou pomme de terre. Les débutants l'éviteront doublement en raison des risques de confusion avec les amanites mortelles. Légèrement toxique, elle serait ramassée dans les pays d'Europe de L'Est. La plupart des mycologues conseillent de la rejeter.

## Confusions possibles
Parmi les amanites, des méprises sont possibles avec :
- Amanite phalloïde (Amanita phalloides), jeune ou dans ses formes jaunâtres ou blanches. Celle-ci diffère de l'amanite citrine par son odeur plus discrète à l'état jeune et sa volve plus ample.
- Amanite vireuse (Amanita virosa)
- Amanite printanière (Amanita verna)
- Amanite porphyre (Amanita porphiria). Elle a la même odeur, mais le chapeau est de couleur différente.

Ces amanites chaussent une volve en forme de sac et non de bourrelet et ne dégagent pas d'odeur de pomme de terre crue.
Les cueilleurs débutants pourront aussi confondre l'amanite citrine avec des champignons comestibles comme certains agarics ou des lépiotes.

## Sources
- Les Champignons, Roger Phillips, éditions Solar,  (ISBN 2-263-00640-0)
- Champignons du Nord et du Midi, André Marchand, tome I / IX, Hachette  (ISBN 84-499-0649-0)